# 코페르니쿠스 혁명

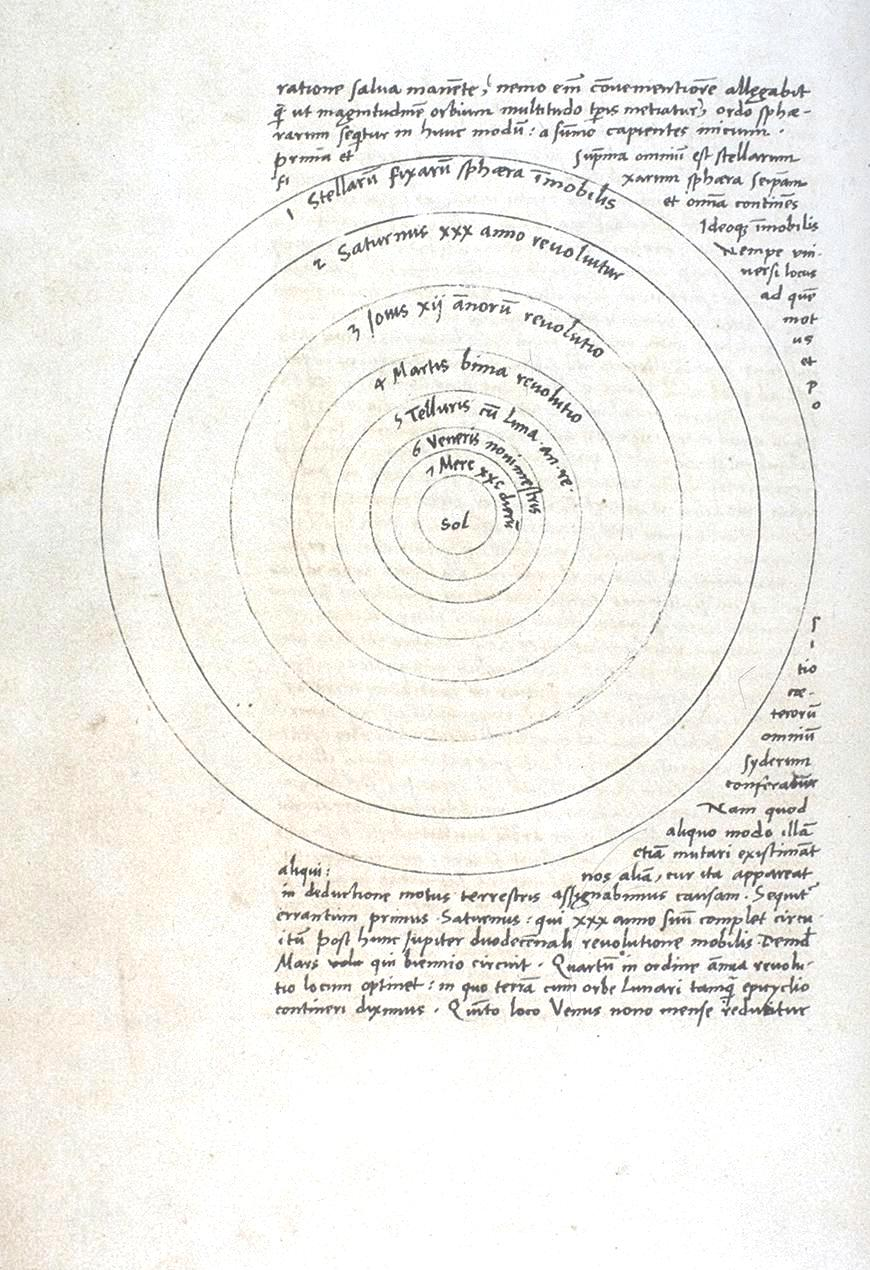

코페르니쿠스 혁명(영어: Copernican Revolution)은 고대로부터 내려오던 지구중심, 우주론, 즉 프톨레마이오스 우주 체계가 가진 가장 큰 문제점은 그것을 기초로 확립한 율리우스력이 맞지 않는다는 사실이었다. 빈번한 한 사회적 필요는 천문 관측을 자극하였고, 천문학적 계산에 많은 노력을 기울이게 했다. 이는 결국 천문학 체계 자체에 대한 사고의 전환을 야기했다. 코페르니쿠스에서 유래된 혁명이다.

## 우주론의 전환
코페르니쿠스가 천문학에 관심을 가졌을 때에는 고대 그리스의 천문학자인 프톨레마이오스의 지구 중심 우주론(천동설)이 일반적으로 받아들여지고 있었다. 프톨레마이오스는 우주의 중심에는 지구가 놓여 있으며, 가장 바깥에는 우주의 끝인 항성 천구가 있다고 보았다. 항성 천구의 안쪽에는 토성, 목성, 화성, 태양, 수성, 금성, 수성, 달이 차례로 있으며, 이것들은 행성의 천구를 따라 완벽한 원운동을 한다고 주장하였다. 항성들이 붙어 있는 항성 천구는 행성들이 도는 방향과 반대 방향으로 하루에 한 바퀴씩 도는데, 이것이 별자리가 1일 1회전하는 이유로 보았다. 또한, 프톨레마이오스는 행성들이 앞으로 나아가다가(순행) 갑자기 멈춰 서는가하면 다시 뒤로 후퇴하는 운동(역행)을 수행하는 것은, 행성 자체가 그러한 운동을 하는 것이 아니라 행성이 천구상의 임의의 한 점을 중심으로 작은 원형 궤도인 주전원과 큰 원형 궤도인 이심원을 따라 운동하기 때문이라고 설명하였다.

프톨레마이오스의 행성운동
이심원의 중심(X)은 지구의 중심과 다르다. 이심원의 회전은 동시심(●)에서 볼 때 회전속도가 일정하도록 움직인다.

프톨레마이오스의 천동설이 지배하던 16세기 초 폴란드의 신부이자 신플라톤주의자인 니콜라스 코페르니쿠스는 나름대로 관측 데이터를 수집하여 하늘에 80개 이상의 주전원이 그려져야 하는 복잡한 우주 구조는 조화로운 신의 섭리에 불합치한다고 생각하였다. 코페르니쿠스는 주전원이나 이심원과 같은 부가적인 장치들을 전혀 사용하지 않으면서 행성들의 완벽한 등속 운동을 가능하게 하는 우주 구조가 무엇인지를 자문하고 “모든 행성들은 태양을 중심으로 회전하며, 따라서 태양이 우주의 중심이다.”라는 결론을 얻어냈다.

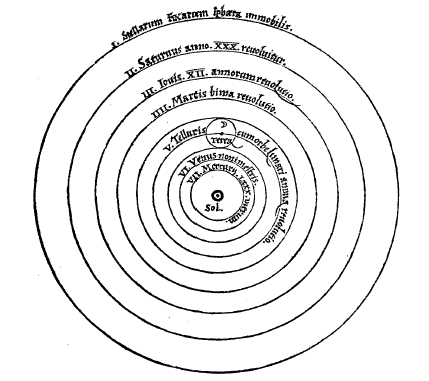
코페르니쿠스의 우주 체계

이후 코페르니쿠스는 우주의 중심이 태양이라는 생각을 보다 구체적으로 발전시켜 1530년대에 그의 저서 《천구의 회전에 관하여》를 완성하였지만, 1543년까지 책의 출간을 미루었다. 그는 죽기 전 동료 신부 오시안더(Osiander)에게 책의 출간을 간곡히 부탁하였는데, 전해지는 이야기에 의하면 코페르니쿠스는 임종 직전에 출간된 책을 슬쩍 보았을 뿐이라고 한다. 이러한 점에 주목하여 과학사학자 토마스 쿤은 코페르니쿠스를 최초의 근대적 천문학자인 동시에 마지막 프톨레마이오스주의 천문학자였다고 평가하고 있다.
코페르니쿠스는 《천구의 회전에 관하여》에서 행성들과 그 궤도는 단지 한 개의 중심인 태양이 있고, 지구는 우주의 중심이 아니라 달의 궤도와 중력의 중심일 뿐이라는 태양 중심 우주론(지동설)을 주장하였다. 그의 우주론은 프톨레마이오스의 지구 중심 우주론에서 지구와 태양의 위치를 바꾼 것으로, 그 동안 천문학에서 문제시되었던 점을 아래와 같이 해결하였다.
- 지구중심설에서는 태양과 금성 및 수성의 회전 주기가 1년 정도로 비슷하여 배열 순서를 정하는 것이 쉽지 않았지만, 태양중심설에서는 수성, 금성, 지구가 차례로 배열되었다.
- 지구중심설에서 태양 안쪽에 있는 행성, 즉 내행성과 태양 사이의 거리에 유한한 한계가 있었는데, 코페르니쿠스는 이 내행성의 최대 이각 문제를 잘 설명해 주었다.
- 코페르니쿠스는 행성의 역행 운동을 주전원을 사용하지 않도고 훨씬 간단하게 설명해 주었다.

그러나 코페르니쿠스의 우주 체계는 여전히 행성들의 원운동을 강력하게 고수하였으나, 우주가 천체들이 붙어 있는 투명한 수정구로 겹겹이 둘러쌓여 있다는 점을 의심하지 않았다. 게다가 그는 여전히 주전원과 이심원의 조합을 사용하였고, 아리스토텔레스의 물리학도 적용하고 있었다.
주전원의 숫자는 비록 줄어들었지만, 엄밀하게 따져볼 때 그의 태양중심설은 단순성이나 정확성 면에서 프톨레마이오스의 지구중심설보다 크게 나아진 것이 없었다.
코페르니쿠스의 태양중심설에 이러한 문제점이 있음에도, 과학 혁명기의 다른 과학자들에 의해 적극적으로 수용되고 발전된 이유는 신플라톤주의 때문이었다. 신플라톤주의는 자연에서의 단순성과 조화를 중요시하고, 미적 감각을 높이 평가하였기 때문에 이러한 신플라톤주의적 믿음이 주전원의 숫자를 약간 감소시킴으로써 보다 더 단순해진 우주 체계가 당시 천문학자들의 마음을 이끌리게 만들었던 것이다. 이런 점에서 코페르니쿠스 체계의 우월성은 사실상 사실적이라기보다는 개념적인 것이라고 할 수 있다.
코페르니쿠스의 지동설이 받아들여진 것은 지동설이 처음 제기된 때로부터 1세기가 지난 17세기로, 천체 관측 결과를 바탕으로 코페르니쿠스의 이론을 수정ㆍ보완하는 학자들이 나타났다. 그들은 바로 케플러와 갈릴레이였다.

## 튀코 브라헤의 태양ㆍ지구 중심 우주론

튀코 브라헤의 우주 구조

과학 혁명기의 천문학자들 중에서 경제ㆍ사회적으로 가장 지위가 높았던 덴마크의 천문학자 튀코 브라헤는 흐벤섬에 ‘하늘의 도시’라는 관측시설을 세웠다. 튀코 브라헤는 자신의 천문대에서 조교들과 함께 수집한 정확한 관측 자료에 근거하여 프톨레마이오스의 체계가 잘못되었다는 것을 확신하고 있었지만, 코페르니쿠스의 우주 체계를 수용하지는 않았다.
브라헤도 처음에는 수학적인 간결성으로 코페르니쿠스의 우주 체계에 호감을 가졌지만, 지구의 회전이 당시의 물리학 지식으로 볼때 불합리할 뿐만 아니라 성서적 믿음과도 부합하지 않는다고 생각하여 거부하였다.
따라서 그는 자신만의 독창적인 우주 구조를 내놓게 되었는데, 그것을 태양을 중심으로 행성들이 회전하고, 태양은 다시 지구를 중심으로 회전하는 지구 중심이면서 동시에 태양 중심이 과도기적 우주론이었다. 이것은 당시 어느 쪽도 선택하지 못하고 갈등하던 천문학자들에게 타당한 대안이었다. 그가 남긴 정확한 관측 자료와 우주론은 이후 케플러가 행성의 법칙들을 발견하여 천문학 혁명을 일단락짓게 하는데 매우 중요한 역할을 하였다.

## 케플러와 타원ㆍ부등속 운동으로의 전환

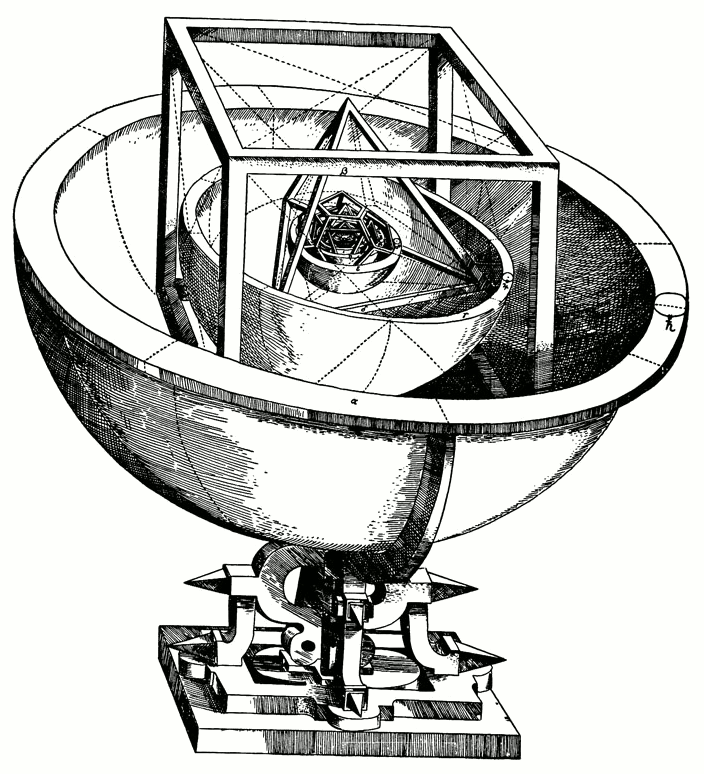
《우주구조의 신비》에서 묘사된, 케플러의 플라톤의 다면체 구조 태양계 모형.

독일의 천문학자인 요하네스 케플러가 처음으로 저술한 책은 1596년에 출간된 《우주구조의 신비》였다. 25세의 젊은 나이에 쓰기에는 매우 호연지기적인 이 책의 주제는 코페르니쿠스의 천문학이었고, 그 내용은 우주에는 수학적인 조화가 어우러져 있다는 것이었다. 그는 ‘왜 우주에는 오로지 여섯 개의 행성만이 존재하는 것일까?’라는 상당히 특이한 질문을 제기하였고 그것은 바로 우주에는 5개의 정다면체(플라톤의 다면체)만이 존재하기 때문이라고 생각했다. 즉, 세상에는 오로지 5개의 정다면체만이 존재하고 있기 때문에 행성들 사이의 공간은 오로지 다섯 곳이어야 하고 그것이 행성들의 숫자와 일치한다는 것이다. 케플러는 우주와 수학을 긴밀하게 연관시키던 신플라톤주의자였기 때문에 우주는 조화롭고 단순한 수학적 법칙을 따를 것이라고 생각하였다. 그러나 이 모형을 이용하여 나타낸 행성의 위치는 당시 최고의 천문학자인 튀코 브라헤의 관측 사실과 완전히 불합치한다는 사실 때문에 케플러는 이 모형을 포기할 수밖에 없었다.

음으로 표현된 행성들 케플러는 행성이 운행하면서 내는 소리를 음악으로 표현하였다. 여기에서 수학과 음악의 밀접한 연관성을 통해 만물을 수학으로 접근한 케플러의 사고가 잘 드러난다.

젊은 케플러는 튀코 브라헤의 천문대에서 관측사로 일했는데, 브라헤의 조수였던 롱고몬타누스가 실패했던 화성의 궤도를 계산하는 일을 담당하게 되었다. 케플러가 이 일을 담당한 직후 브라헤가 사망하게 되었고 케플러는 브라헤가 남겨 놓은 엄청난 양의 정밀관측 자료를 토대로 화성의 궤도를 계산하였다. 케플러는 코페르니쿠스가 제안한 작은 주전원을 이용하여 튀코 브라헤의 관측 결과에 합치시키기 위해 무려 70번이나 계산을 하였다. 케플러는 이러한 계산 결과를 1609년에 출간하였으며, 이 결과는 《원인들에 근거한 새로운 천문학 혹은 화성의 운동에 대한 주석을 토대로 주창된 천체 물리학》이라는 책에 실렸다. 이 책은 코페르니쿠스로부터 시작된 태양중심설을 완성하였다.
케플러는 튀코 브라헤의 관측 자료를 놓고 행성들이 따르는 궤도에 대해 고민하였다. 그의 출발점은 행성들이 원궤도를 그리면서 회전한다는 것과 회전하는 속도가 일정하다는 것이었다. 처음에 그는 지구를 대상으로 궤도를 그렸었는데 그것은 완전한 원이 되지 못했다. 그래서 일단 지구를 보류한 다음 화성의 궤도 문제로 옮겨 갔다. 나중에 ‘화성과의 전투’라고 불리었던 5년 동안의 엄청나게 지루하고 장황한 수학적 계산 끝에 마침내 그는 행성들의 궤도가 달걀 모양일 것이라는 결론에 도달하였다. 그는 한 가설에서 다른 가설로 시행 착오를 계속한 끝에 마침내 플라톤 이후 서구 세계를 지배해 온 ‘원’으로부터 탈피할 수 있었다. 원이 아닌 타원, 원에서 타원으로의 이행, 이것은 서양 과학의 역사에서 길이 남을 위대한 혁명이었던 것이다.
케플러는 처음에 행성들이 궤도가 원이 아니라는 사실에 기뻐하기보다는 몸시 기분 상해했던 것으로 알려져 있다. 신플라톤주의자였던 케플러는 우주의 수학적 조화를 강하게 믿었으며, 원에 대한 절대적인 믿음을 가지고 있었기 때문에 타원이라는 결과에 무척 불만족스러워했던 것이다. 점차로 그는 화성의 궤도를 계산하면서 화성의 회전 속도가 일정하지 않다는 것을 알게 되었다. 이로부터 그는 행성들이 태양으로부터 가장 멀리 떨어져 있을 때 가장 천천히 움직이며, 가장 가까이에 있을 때 가장 빨리 움직인다는 생각에 도달하게 되었다. 즉, 행성은 등속 원운동을 하는 것이 아니라 부등속 타원 운동을 한다고 결론지었다.

## 망원경과 갈릴레이

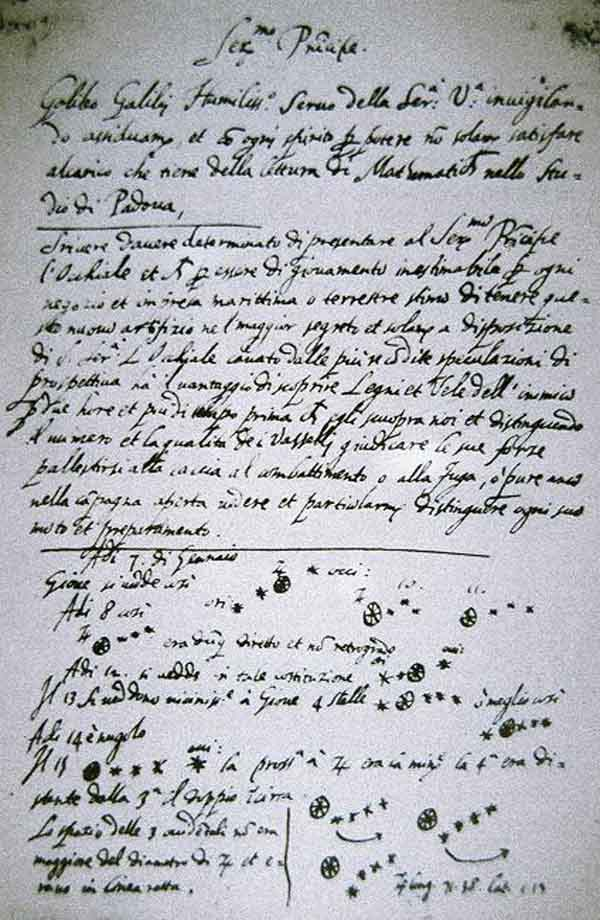
목성의 위성에 대한 관찰 결과를 기록한 갈릴레이의 노트

갈릴레이는 1608년 10월에 네덜란드의 안경 제작자 한스 리퍼리가 멀리서 볼 수 있는 기구를 제작했다는 소식을 전해들었다. 당시 갈릴레이는 스스로 공방을 차려 과학 기구도 제작하고, 그것을 설명하는 책도 출간하였는데, 망원경에 대한 이야기를 전해듣고서 두 개의 렌즈로 망원경을 제작하였다. 그는 최초의 망원경으로 하늘을 올려다보았고, 그 결과 아리스토텔레스-프톨레마이오스의 우주 구조와 상반되는 많은 사실들을 알아내었다.
갈릴레이 생시의 천문학자들은 지구가 태양 주위를 돈다면 달이 지구 뒤에 남겨질 것이라고 확신하여 지구는 태양을 돌 수 없고 대신 태양이 지구를 돈다고 믿었다. 그러나 갈릴레이는 망원경을 통해 목성의 4개 위성을 관찰하고 이로부터 달이 지구의 위성일 때 지구가 태양 주위를 공전하더라도 달이 지구 뒤에 남겨지지 않을 것이라고 확신하게 되었다.
갈릴레이는 망원경을 통해 얻은 관측 결과를 바탕으로 1610년 3월에 《별 세계의 보고》(별에서 온 메신저, Sidereus Nuncius)라는 책을 출간하였다. 이탈리아어로 쓰인 이 책은 천문학자들이 아닌 일반인들도 새로운 이론을 받아들일 수 있도록 실제적 증거를 제공하였으며, 이런 의미에서 그는 천문학 혁명의 대중적 전달자 역할을 톡톡히 해 내었다. 갈릴레이는 곧 종교 재판에 회부되었지만 종교 재판에서 로마 가톨릭교회 사제들과 태양의 흑점을 두고 공방하다가 다시는 태양 중심 우주론에 대해 언급하지 말라는 경고를 듣고 돌아갔다.
그러나 갈릴레이는 과감하게도 1632년에 《두 가지 주요 세계관에 관한 대화》를 출간하여 태양 중심 우주론을 공개적으로 지지하였다. 1633년에 그는 종교 재판에서 상당한 죄과를 치뤘는데, 그것은 이전의 경고를 무시했기 때문이다.
종교 재판으로 더 이상 천문학적 연구에 관여할 수 없게 되자 갈릴레이는 초기에 연구했던 수학과 물리학으로 돌아가서 역학에 대한 새로운 토대를 마련함으로써 근대 역학으로서의 새로운 장을 열었다.

## 같이 보기
- 과학 혁명
- 천문학의 역사

## 참고 문헌
- 과학의 역사적 이해 : 송진웅 외 4인, 대구대학교 출판부, 1998
- 그림으로 보는 시간의 역사 : 김동광, 까치, 1998
- 뉴턴의 역학 : Bramand P., 아카데미프레스(Hachette Education), 1998
- Astronomy Today 3rd edition. : Prentice Hall, Chaisson & McMillan, 1990